# قمرة القيادة

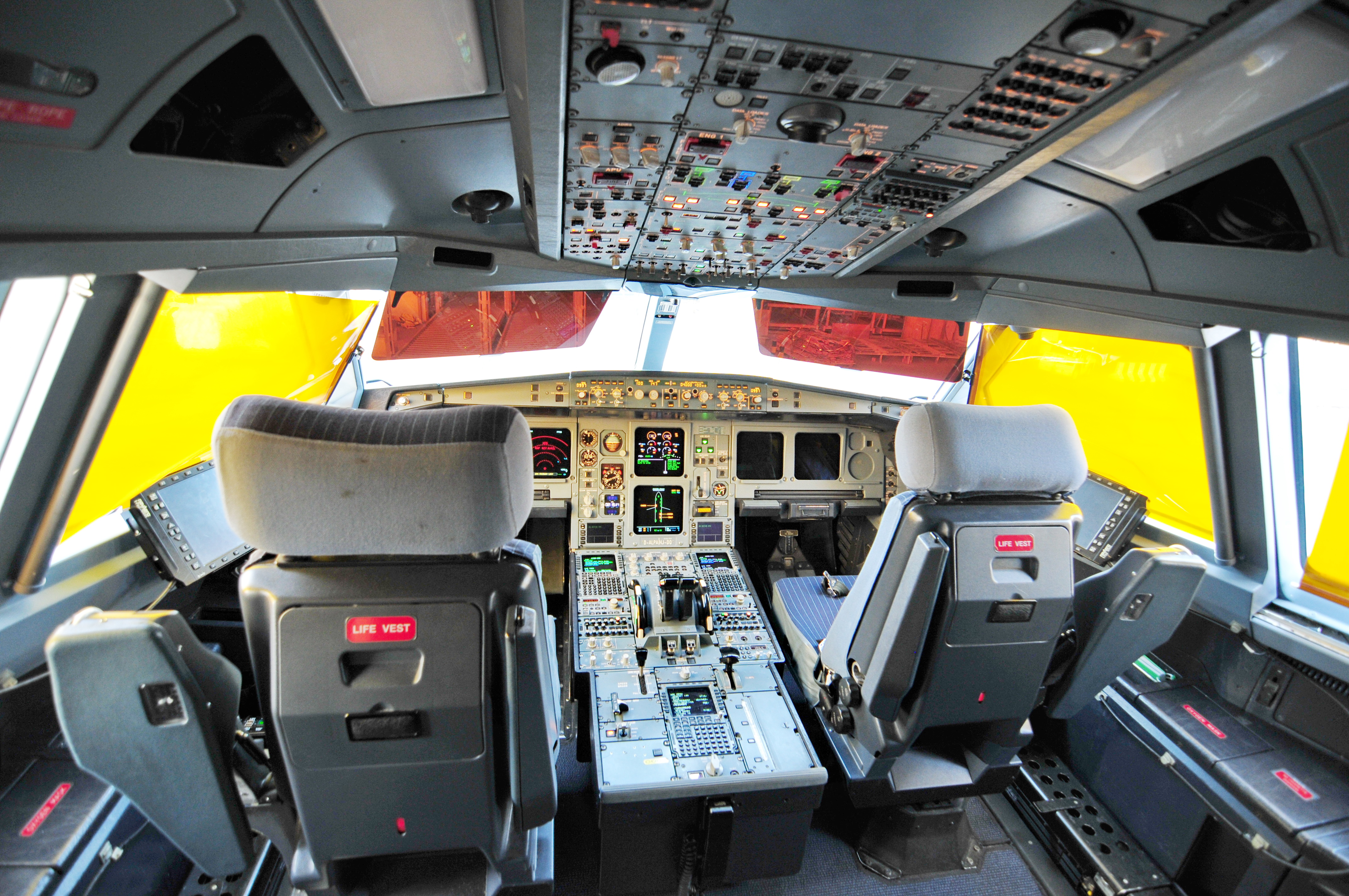
قمرة طائرة رحلات إيرباص إيه 330.

قُمْرة القيادة أو الوُكْنَة (بالإنجليزية: Cockpit)‏ هي مساحة معينة مخصصة لقيادة الطائرة ومن خلالها يقوم الطيار ومساعده بأعمال المراقبة، وتقع غالبا في المقدمة. وتستعمل هذه العبارة عموماً في الطائرات أو المركبات الفضائية، ومن أحدث قمرات القيادة هي القمرات المغلقة، باستثناء بعض الطائرات الصغيرة. قمرة القيادة هي الغرفة الوحيدة التي يتمكن منها الطيار من قيادة الطائرة والتحكم بها، فجميع أجهزة التحكم بالطائرة من أجهزة القياس وأجهزة التوجيه وأجهزة القيادة موجودة داخل القمرة. وقد ظهرت قمرة القيادة للمرة الأولى في عام 1914.